# Turniej Petanque o Puchar Prezydenta Zabrza
Otwarty Turniej Petanque o Puchar Prezydenta Zabrza – zawody pétanque rozegrane 14 marca 2010 w Zabrzu w Polsce.
Zorganizowane zostały przez członków Sekcji Petanque przy Stowarzyszeniu Domu Miasta Saint-Etienne w Katowicach. W założeniu miały cechować go rozgrywki w konkurencji dubletów w formule open, w systemie mêlée; drużyna składająca się z dobranej losowo pary – doświadczonego zawodnika i amatora. Początkowo organizatorzy przygotowani byli również na triplety i takim kształcie uformowały w dniu zawodów pierwsze drużyny. Za zgodą uczestników doszło jednak do zmiany i ostatecznie turniej rozegrany został w konkurencji dubletów. W turnieju wzięło udział 21 osób.
Organizacja Otwartego Turnieju Petanque o Puchar Prezydenta Zabrza była inicjatywą Sekcji Petanque przy Stowarzyszeniu Dom Miasta Saint-Etienne w Katowicach. Wynikała z doświadczeń związanych z Turniejami Petanque o Puchar Prezydenta Katowic. Turniej w Zabrzu rozegrany został poprzez połączenie dwóch rodzajów gier:
- rundy eliminacyjne odbywały się na hali zabrzańskiego MOSIR-u z użyciem bul do gry w tzw. soft-petaque (fr. petanque molle – miękka petanka)
- fazę finałową rozegrano z użyciem właściwych, metalowych bul.

Za wyjątkowością turnieju w skali świata przemawia fakt, że półfinały i finały rozegrano 320 metrów pod ziemią, w chodnikach Zabytkowej Kopalni Węgla Kamiennego Guido. Dzięki informacjom przekazanym przez organizatora, relacja z turnieju znalazła się na stronie specjalistycznego serwisu poświęconego petanque – Boulistenaute.com. Turniej, mimo swojej unikatowości, był słabo komentowany.